# Municipio de Achilles
El municipio de Achilles (en inglés: Achilles Township) está ubicado en el condado de Rawlins, en el estado de Kansas, Estados Unidos.

## Geografía
El municipio de Achilles se encuentra ubicado en las coordenadas 39°40′45″N 100°49′43″O / 39.67917, -100.82861. Según la Oficina del Censo de los Estados Unidos, en 2010 tenía una superficie total de 132,4 km², de la cual 132,37 (99,98%) correspondían a tierra firme y 0,03 (0,02%) a agua.

## Demografía
Según el censo de 2010, el municipio de Achilles estaba habitado por 46 personas y su densidad de población era de 0,35 hab/km². Según su raza, el 91,3% de los habitantes eran blancos y el 8,7% de otras razas.
Según el censo de 2020, contaba con 41 habitantes, de los cuales 40 eran blancos y 1 afroamericano. Este censo también reveló que el municipio contaba con 22 viviendas (housing units).